# Idaea cineraria
Idaea cineraria là một loài bướm đêm trong họ Geometridae.